# Schneckenhammer
Schneckenhammer ist ein Gemeindeteil der Kreisstadt Wunsiedel im Landkreis Wunsiedel im Fichtelgebirge (Oberfranken,  Bayern).

## Geografie
Die beiden Anwesen der Einöde liegen 1,8 Kilometer östlich der Kernstadt Wunsiedel, im Tal der Röslau am Wanderweg Röslauweg des Fichtelgebirgsverein.

## Geschichte
Im Landbuch der Sechsämter wurde 1499 der „Hammer ob Wynersreut“ genannt, der die Wunsiedler Harnischmacher mit Blech belieferte. In der Mitte des 17. Jahrhunderts, einige Zeit nach dem Weggang von Daniel Zobel, wurde das Hammerwerk in eine Mahlmühle umgewandelt, die 1980 den Betrieb einstellte. Hammer und Mühle wurden vom Wasser der Röslau betrieben-